# دانشگاه علوم و فنون دریایی امام خامنه‌ای
دانشگاه علوم و فنون دریایی امام خامنه‌ای دانشگاه افسری وابسته به نیروی دریایی سپاه پاسداران انقلاب اسلامی است، که در شهر رشت قرار دارد.

## تاریخچه
دانشگاه دریایی امام خامنه‌ای در تاریخ ۶ شهریور ۱۳۹۲ با تجمیع دانشکده های دریایی سپاه، تأسیس شد.

## دانشکده‌ها

### دانشکده شناوری
دانشکده علوم و فنون شناوری جوادالائمه یا دانشکده شناوری، هم‌اکنون در رسته ناوبری در دانشگاه دریایی امام خامنه‌ای ۲۸۶ دانشجو دارد. ۱۵۷ نفر از دانشجویان در رسته مکانیک دریایی تحصیل می‌کنند و در رسته برق و الکترونیک دریایی نیز دارای ۵۰ نفر دانشجو است.  رشته برق و الکترونیک دریایی و سلاح شناوری نیز ۷۲ نفر دانشجو دارد. در دانشکده علوم و فنون شناوری در مجموع ۶۱۹ نفر تحصیل می‌کنند.

### دانشکده موشکی
در دانشکده موشکی در گرایش تجهیزات پرتاب موشک ۸۹ نفر دانشجو مشغول تحصیل هستند، که ۳۲ نفر از دانشجویان در رسته هدایت و کنترل موشک تحصیل می‌کنند. دانشکده موشکی در مجموع دارای ۱۴۵ دانشجو است.

### دانشکده هوادریا
دانشکده هوادریا دانشگاه دریایی امام خامنه‌ای با جمع‌آوری مجموعه‌های پراکنده آموزش‌های هوا دریا در کشور تشکیل شد. در این دانشکده ۳۰ نفر از دانشجویان، دوره خلبانی قایق پرنده و خلبانی پهباد را می‌گذرانند.

### دانشکده تکاوری سیدالشهدا
دانشكده تكاوری سیدالشهدای زیباكنار اول بصورت مركز آموزشی تفنگداری و تكاوری نیروی دریایی سپاه پاسداران از سال ۶۵ فعال بود كه هم اكنون به عنوان زیر مجموعه دانشگاه علوم و فنون امام خامنه ای در آمده و افتتاح اولیه این دانشگاه در سال 92 صورت گرفته است.

## تعداد دانشجویان
دانشگاه علوم و فنون دریایی امام خامنه‌ای نیروی دریایی سپاه پاسداران انقلاب اسلامی نیز سال ۹۵ و در مرکز آموزشی زیباکنار با ۱۵۰ هزار متر مربع احداث شد و در حال حاضر ۱۸۰ مربی و هیئت علمی و ۳ هزار و ۵۰۰ دانشجو در این دانشگاه به تحصیل و فعالیت علمی می‌پردازند.